# Adiantum erythrochlamys
Adiantum erythrochlamys är en kantbräkenväxtart som beskrevs av Friedrich Ludwig Diels. Adiantum erythrochlamys ingår i släktet Adiantum och familjen Pteridaceae. Inga underarter finns listade.